# Old Bradwell United F.C.
Old Bradwell United F.C. là một câu lạc bộ bóng đá Anh nằm ở Bradwell gần Milton Keynes. CLB là hội viên của Berks & Bucks Football Association. Trong mùa giải 2014–15, họ thi đấu ở Spartan South Midlands League Division Two.

## Lịch sử
Thành công đầu tiên của CLB được ghi nhận ở mùa giải 1937–38 season khi họ vô địch Division Two của North Bucks & District Football League. CLB tiếp tục thi đấu ở North Bucks league, vô địch Division One ở mùa giải 1977–78, cho đến hết mùa giải 1994–95, họ gia nhập Division One của South Midlands League.
Sau hai mùa giải ở Division One, South Midlands League hợp nhất với Spartan League để tạo thành Spartan South Midlands League, và thành viên sáng lập Old Bradwell được xếp vào Division One North. Mùa giải sau đó CLB được xếp vào Division One, hạng đấu đã được đổi tên ở cuối mùa giải 2000–01. CLB hiện tại vẫn đang thi đấu ở Division One, mặc dù có một lần xếp cuối bảng Division Two ở mùa giải 2002–03.

## Sân vận động
Old Bradwell United chơi trên sân nhà Bradwell Sports & Social Club, Abbey Road, Bradwell, Milton Keynes, Buckinghamshire, MK13 9AR.

## Các danh hiệu
- North Bucks & District Football League Division One :[3]
  - Vô địch (1): 1977–78
- North Bucks & District Football League Division Two :[2]
  - Vô địch (1): 1937–38

## Các kỉ lục
- Vị trí cao nhất cấp độ giải đấu:[6] thứ 7 ở Spartan South Midlands Division 2005–06